# Forces armées azerbaïdjanaises
 (2 octobre 2020).
Les forces armées azerbaïdjanaises (en azéri : Azərbaycan Silahlı Qüvvələri) sont rétablies par la loi de la république d'Azerbaïdjan sur les forces armées du 9 octobre 1991. La république démocratique d'Azerbaïdjan avait déjà constitué sa propre force armée le 26 juin 1918. Toutefois, elles avaient été dissoutes après l'intégration de l'Azerbaïdjan au sein de l'URSS le 28 avril 1920. À la suite de la dissolution de l'URSS en 1991, les forces armées sont rétablies sur la base de l'équipement et des camps de l'ancienne armée rouge présents sur le sol azerbaïdjanais. 
Les forces armées sont divisées en trois branches : les forces terrestres azerbaïdjanaises (en), la force aérienne et de défense aérienne azerbaïdjanaise (l'armée de l'air) et la Marine azerbaïdjanaise. Les forces paramilitaires comprennent la garde nationale azerbaïdjanaise, les troupes internes de l'Azerbaïdjan (une force de gendarmerie) et le service d'État azerbaïdjanaise des frontières (une garde frontalière) qui peuvent être impliquées dans la défense du pays dans certaines circonstances.
Selon les sources des médias azerbaïdjanais, les dépenses militaires du pays en 2009 se sont élevées à 2,46 milliards de dollars US. Selon le SIPRI, seuls 1,473 milliard de dollars ont été dépensés et selon l'IISS, le budget de la défense de 2009 s'établit autour de 1,5 milliard de dollars US. L'Azerbaïdjan possède sa propre industrie de défense qui conçoit des armes légères. Dans l'avenir, l'Azerbaïdjan espère concevoir ses propres chars d'assaut, véhicules blindés et aéronefs militaires.

## Aperçu
Depuis la chute de l'URSS, l'Azerbaïdjan essaie de transformer son armée en une force professionnelle, mobile et bien entraînée. Plusieurs programmes de modernisation ont été entrepris dans cet objectif. Cela a entraîné une hausse régulière du budget depuis 2005 (300 millions de dollars US en 2005 et 4,46 milliards prévus en 2011). Les forces armées ont les effectifs suivants : 56 840 militaires dans l'armée de terre, 7 900 militaires dans l'armée de l'air et 2 200 militaires dans la marine. Quant aux corps paramilitaires, ils sont composés de 19 500 personnes. En outre, 300 000 Azerbaïdjanais ont suivi un entraînement militaire du fait de la conscription lors des 15 dernières années. En ce qui concerne l'équipement, les forces armées azerbaïdjanaises comptent 220 chars d'assaut ainsi que 160 T-80 acquis entre 2005 et 2010, 595 véhicules de combat blindés et 270 armes d'artillerie. L'armée de l'air compte 106 avions et 35 hélicoptères. 
L'Azerbaïdjan est membre du traité de non prolifération nucléaire et participe au partenariat pour la paix de l'OTAN. En outre, un contingent de 150 soldats a participé à la coalition militaire en Irak et des militaires azerbaïdjanais sont actuellement déployés en Afghanistan.

## Histoire

### République démocratique d'Azerbaïdjan

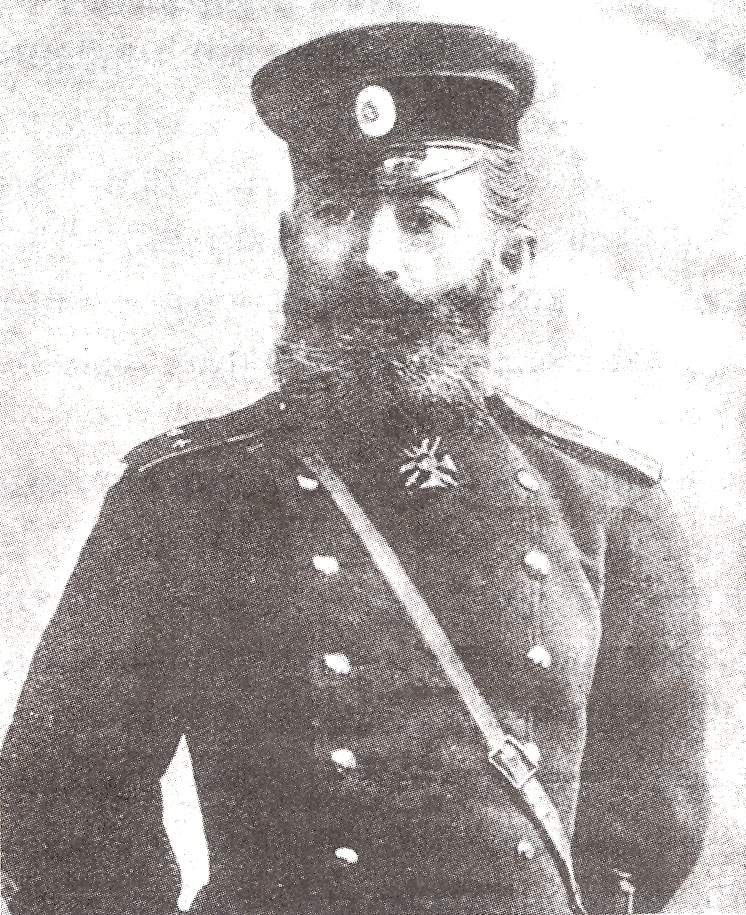
Samedbey Mehmandarov, le ministre de la défense de l'éphémère république démocratique d'Azerbaïdjan.

L'histoire de l'armée azerbaïdjanaise remonte à la république démocratique d'Azerbaïdjan fondée en 1918 et dont l'armée est créée le 26 juin 1918. Le premier ministre de la défense de facto est le docteur Khosrov Bey Sultanov. Quand le ministère est officiellement créé, c'est le général Samedbey Mehmandarov qui en prend la tête et le lieutenant-général Ali-Agha Shikhlinski est son adjoint. Les chefs d'état-major de la jeune armée sont le lieutenant-général Mamedbey Sulkevich de mars 1919 au 10 décembre 1919 et le major-général Abdulhamid bey Gaitabashi du 10 décembre 1919 à avril 1920,.
L'Armée rouge envahit l'Azerbaïdjan le 28 avril 1920 et bien que la majeure partie de l'armée azerbaïdjanaise est occupée à réprimer une révolte arménienne venant d'éclater dans le Karabagh, l'Azerbaïdjan ne se rend pas sans combattre face à l'invasion soviétique. En effet, près de 20 000 des 30 000 soldats de l'armée périssent en combattant l'Armée rouge. L'armée azerbaïdjanaise est finalement dissoute par le gouvernement bolchévik et 15 de ses 21 généraux sont exécutés.

### Seconde Guerre mondiale
Lors de la Seconde Guerre mondiale, l'Azerbaïdjan joue un rôle important dans la politique stratégique énergétique de l'URSS. En effet, l'approvisionnement en pétrole du Front de l'Est est assuré en grande partie par Bakou. Un décret du Soviet suprême de l'URSS de février 1942 reconnaît l'engagement dans l'effort de guerre de plus de 500 travailleurs et employés de l'industrie pétrolière en leur décernant des médailles. Du fait de l'importance de la région, l'Opération Edelweiss conduite par la Wehrmacht a pour objectif de prendre Bakou et de s'emparer des champs pétrolifères de la région mais les Allemands ne parviennent pas à conquérir le Caucase. Près de 800 000 Azerbaïdjanais combattent au sein de l'Armée rouge et 4 000 000 meurent lors des combats. Les unités azerbaïdjanaises de l'armée soviétique sont les 76e, 77e, 223e, 227e, 396e, 402e et 416e divisions de fusiliers. Le major-général azerbaïdjanais Azi Aslanov est nommé deux fois comme Héros de l'Union soviétique.

### Dissolution de l'URSS
Lors de la guerre froide, plusieurs unités de la 4e armée soviétique sont déployées en Azerbaïdjan. Parmi celles-ci figurent trois divisions de fusiliers motorisés (23e de la Garde (en), 60e (ru) et 295e divisions (en)). La 4e armée comprend aussi plusieurs brigades de missiles et de défense aérienne ainsi que des régiments d'artillerie. La 75e division de fusiliers motorisés (ru) appartenant à la 7e armée de la Garde est quant à elle déployée dans le Nakhitchevan. L'équipement de cette division était apparemment sous le contrôle des autorités du Nakhitchevan. Enfin, l'Azerbaïdjan accueille aussi le 49e arsenal de l'Agence soviétique aux missiles et à l'artillerie.

### Guerres du Haut-Karabagh
Depuis 1991, l'armée azéri est opposée à l'armée arménienne et à l'armée de défense de la république du Haut-Karabagh dans le conflit du Haut-Karabagh. En septembre 2023, l'armée azéri a repris les opérations dans le Haut-Karabagh face à l'armée de défense de la république du Haut-Karabagh et reçoit la capitulation des forces séparatistes dans la région après 2 jours de combats.

## Armée de terre

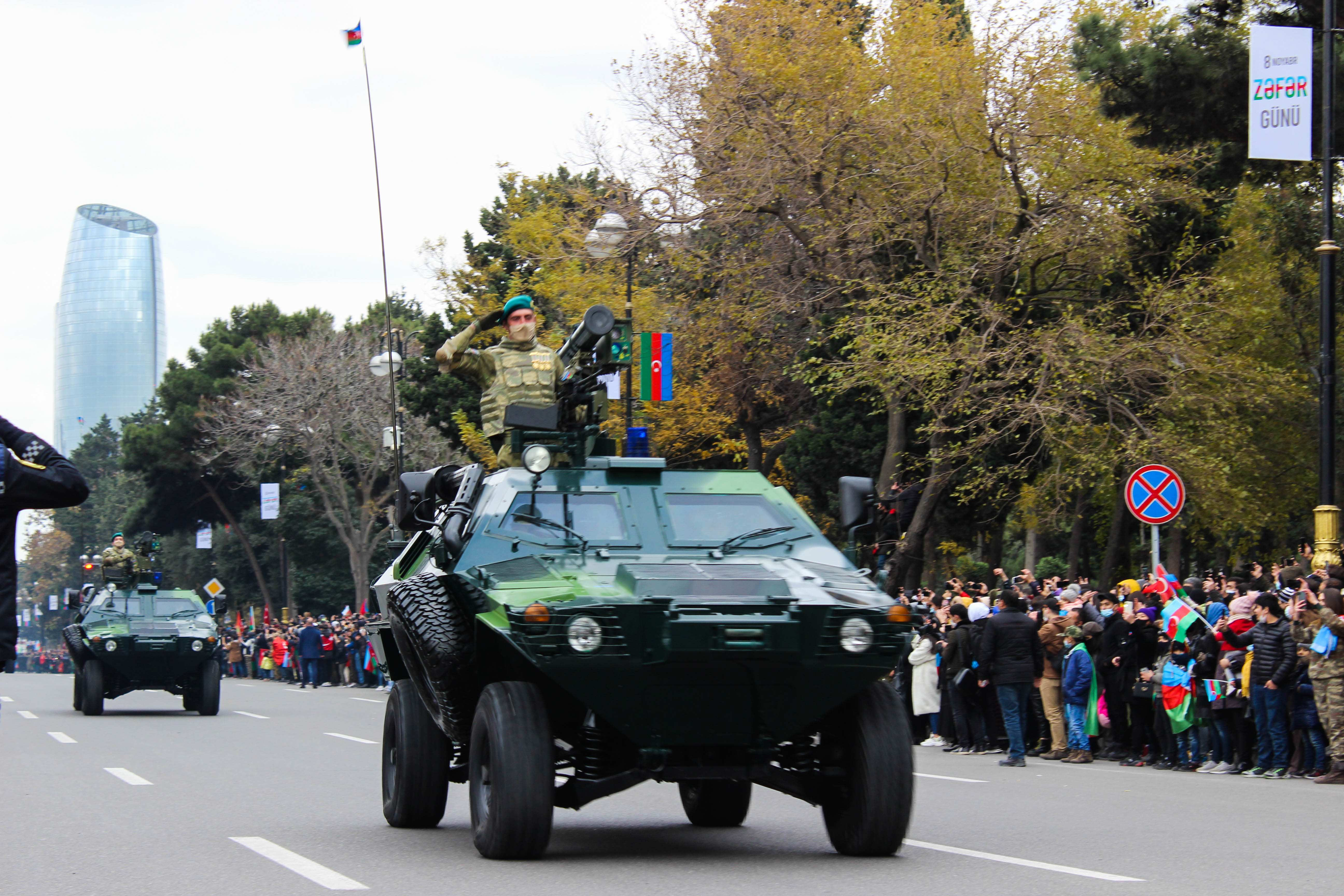
Cobra azéri lors d’une parade militaire à Bakou.

Les forces terrestres de l'Azerbaïdjan sont composées de 85 000 hommes selon  les estimations de l'académie militaire du Royaume-Uni en 2008. Selon l'IISS, l'armée de terre n'est plus composée que de 56 840 personnes en 2010. Les 2 500 hommes de la garde nationale sont inclus dans les forces terrestres. En outre, près de 300 000 Azerbaïdjanais ont suivi un entraînement militaire lors des 15 dernières années. Quant aux autres unités paramilitaires, les troupes internes azerbaïdjanaises sont composées de 12 000 personnes et les gardes-frontières sont fortes de près de 5 000 personnes.

### Organisation
Les forces terrestres sont divisées en cinq corps[Quand ?] :

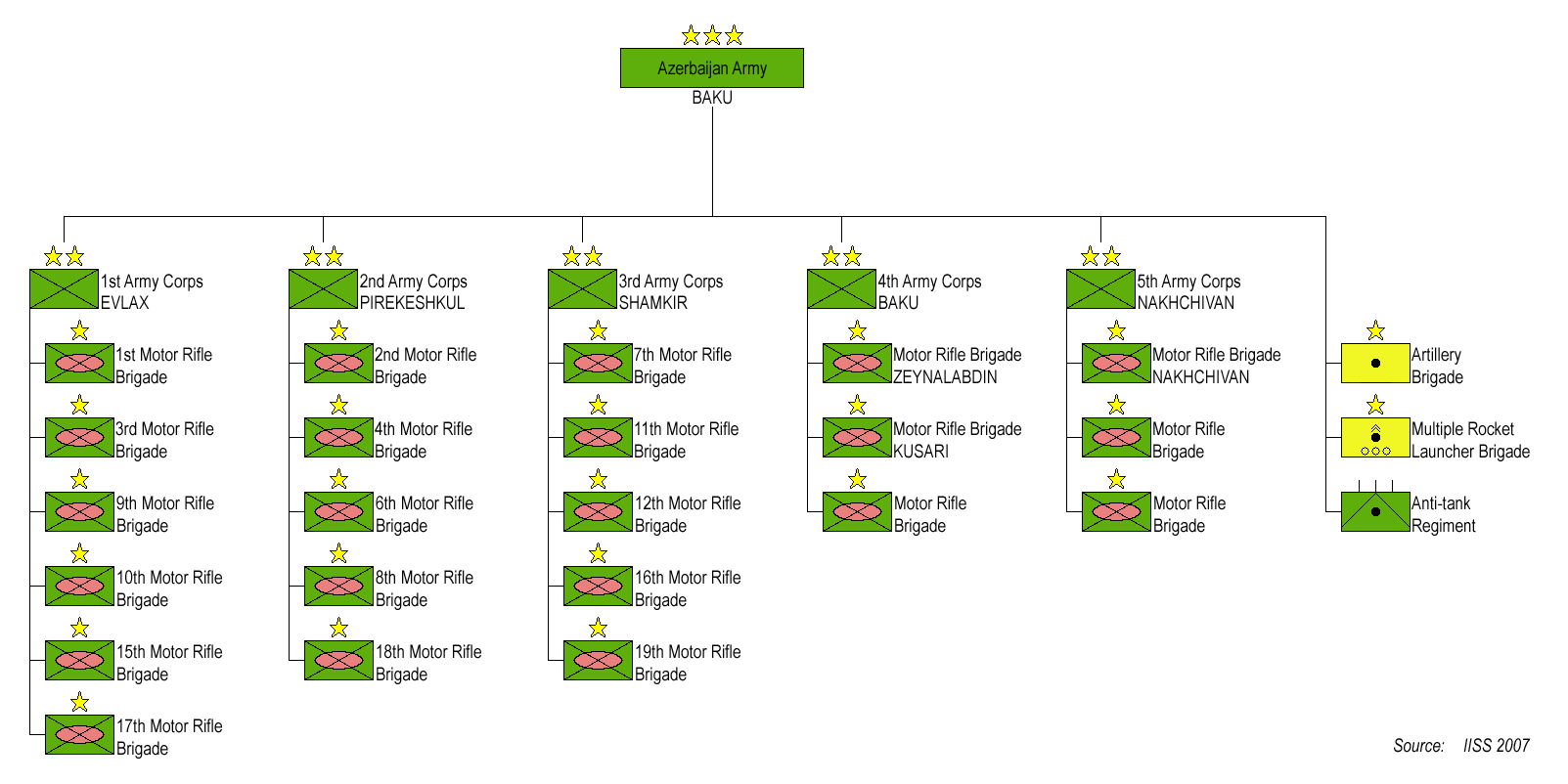
Organigramme de l'armée de terre azerbaïdjanaise en 2007.

- le 1er corps d'armée connu sous le nom de corps d'armée Evlax est situé près de Gandja ;
- le 2e corps d'armée connu sous le nom de corps d'armée Pirekeshkul est situé près des territoires contrôlés par l'Arménie et le long de la frontière avec l'Iran ;
- le 3e corps d'armée connu sous le nom de corps d'armée de Şəmkir est situé lui aussi le long des territoires contrôlés par l'Arménie ;
- le 4e corps d'armée connu sous le nom de corps d'armée de Bakou couvre la péninsule d'Abşeron et le littoral ;
- le 5e corps d'armée connu sous le nom de corps d'armée du Nakhitchevan est déployé dans le Nakhitchevan.

L'armée de terre comprend 23 brigades de fusiliers motorisés, une brigade d'artillerie, une brigade de lance-roquettes multiples et un régiment antichar. L'édition de 2007 de The Military Balance de l'ISS estime que les forces terrestres comprennent 40 systèmes de missiles antiaériens SA-13 Gopher, SA-4 Ganef et SA-8 Gecko.
Les forces de maintien de la paix azerbaïdjanaises sont souvent issues des effectifs de l'armée de terre bien que des membres de la force interne (l'équivalent d'une force de gendarmerie) soient souvent engagées dans les opérations de paix engageant l'Azerbaïdjan. 90 soldats en 2009 et 95 en 2011 et 94 dans le cadre de la Mission Resolute Support sont déployés en Afghanistan mais des militaires azerbaïdjanais ont participé à des missions de maintien de la paix au Kosovo et en Irak. L'effectif des troupes déployées en Afghanistan étaient de 120 soldats, lors de la retraite des troupes occidentales en 2021. Ainsi,  une unité de maintien de la paix azerbaïdjanaise a été déployée en Irak d'août 2003 à décembre 2008. Elle était composée de 14 officiers, 16 sergents et 120 soldats pour un total de 150 hommes. Elle avait pour mission de défendre la station hydroélectrique d'Haditha.

### Matériels
Liste des équipements des forces terrestres de l'Azerbaïdjan en 2024.
| Modèle                                        | Origine                        | Quantité en 2024               | Notes                                             |
| Char de combat principal (497)                | Char de combat principal (497) | Char de combat principal (497) | Char de combat principal (497)                    |
| --------------------------------------------- | ------------------------------ | ------------------------------ | ------------------------------------------------- |
| T-72A/AV/B/SIM2                               | Union soviétique               | 404                            |                                                   |
| T-90S                                         | Union soviétique / Russie      | 93                             |                                                   |
| Véhicule de combat d'infanterie (338)         |                                |                                |                                                   |
| BTR-82A                                       | Union soviétique / Russie      | 107                            |                                                   |
| BMP-2                                         | Union soviétique               | 91                             |                                                   |
| BMP-1                                         | Union soviétique               | 60                             |                                                   |
| BMP-3                                         | Union soviétique / Russie      | 46                             |                                                   |
| BMD-1                                         | Union soviétique               | 20                             | Véhicule aérolargable                             |
| BRM-1K                                        | Union soviétique               | 7                              |                                                   |
| BTR-80A                                       | Union soviétique / Russie      | 7                              |                                                   |
| Véhicule blindé de transport de troupes (647) |                                |                                |                                                   |
| Cobra I                                       | Turquie                        | 350                            |                                                   |
| MT-LB                                         | Union soviétique               | 336                            |                                                   |
| BTR-70                                        | Union soviétique               | 132                            |                                                   |
| SandCat                                       | Israël                         | 106                            |                                                   |
| Marauder                                      | Afrique du Sud                 | 14                             |                                                   |
| Matador (en)                                  | Afrique du Sud                 | 14                             |                                                   |
| BTR-60                                        | Union soviétique               | 10                             |                                                   |
| Cobra II (en)                                 | Turquie                        | N/C                            | Version plus robuste et amélioré du Cobra I.      |
| Véhicule anti chars (53)                      |                                |                                |                                                   |
| SandCat / Spike-ER                            | Israël                         | 26                             |                                                   |
| 9P157-2 / Khrizantema-S                       | Russie                         | 18                             | Châssis de BMP-3                                  |
| SandCat / Spike-LR                            | Israël                         | 9                              |                                                   |
| Cobra / Skif                                  | Turquie/ Ukraine               | NC                             |                                                   |
| Artillerie (1232)                             |                                |                                |                                                   |
| D-30                                          | Union soviétique               | 423                            | Obusier tracté - 122 mm                           |
| 2S12 Sani                                     | Union soviétique               | 180                            | Mortier - 120 mm                                  |
| TRG-230 (en)                                  | Turquie                        |                                | Missiles balistiques air-sol TRLG-230 et İHA-230. |
| T-107                                         | Chine                          | 71                             | Lance roquettes multiple - 107 mm                 |
| 2S1 Gvozdika                                  | Union soviétique               | 68                             | Obusier automoteur - 122 mm                       |
| 2A36 Giatsint-B                               | Union soviétique               | 49                             | Obusier tracté - 152 mm                           |
| D-20                                          | Union soviétique               | 43                             | Obusier tracté - 152 mm                           |
| Dana-M1M                                      | République tchèque             | 36                             | Obusier automoteur - 152 mm                       |
| M-46                                          | Union soviétique               | 35                             | Obusier tracté - 130 mm                           |
| M-1938 (en)                                   | Union soviétique               | 27                             | Mortier - 120 mm                                  |
| 2S19 Msta-S                                   | Russie                         | 18                             | Obusier automoteur - 152 mm                       |
| SandCat - Spear                               | Israël                         | 18                             | Mortier automoteur - 120 mm                       |
| 2S31 Vena                                     | Russie                         | 17                             | Canon/mortier automoteur - 120 mm                 |
| 2S3 Akatsiya                                  | Union soviétique               | 14                             | Obusier automoteur - 152 mm                       |
| 2S7 Pion                                      | Union soviétique               | 12                             | Obusier automoteur - 203 mm                       |
| ATMOS 2000                                    | Israël                         | 5                              | Obusier automoteur - 155 mm                       |
| Cardom                                        | Israël                         | 5                              | Mortier - 120 mm                                  |
| BM-21 Grad                                    | Union soviétique               | 54                             | Lance roquettes multiple - 122 mm                 |
| 9A52 Smerch                                   | Union soviétique               | 30                             | Lance roquettes multiple - 300 mm                 |
| BM-21V                                        | Union soviétique               | 24                             | Lance roquettes multiple - 122 mm                 |
| T-300 Kasirga                                 | Turquie                        | 18                             | Lance roquettes multiple - 302 mm                 |
| T-122                                         | Turquie                        | 18                             | Lance roquettes multiple - 122 mm                 |
| RM-70                                         | Tchécoslovaquie                | 18                             | Lance roquettes multiple - 122 mm                 |
| TOS-1A                                        | Union soviétique               | 17                             | Lance roquettes multiple - 300 mm                 |
| IMI Lynx (en)                                 | Israël                         | 16                             | Lance roquettes multiple - 122 mm                 |
| RAK-12 (en)                                   | Yougoslavie                    | 10                             | Lance roquettes multiple - 128 mm                 |
| Polonez                                       | Biélorussie                    | 6                              | Lance roquettes multiple - 300 mm                 |
| Lance missiles                                |                                |                                |                                                   |
| IAI LORA                                      | Israël                         | 4                              | Missile balistique moyenne portée                 |
| OTR-21 - Tochka-U                             | Union soviétique               | 3                              | Missile balistique courte portée                  |

Armes d'infanterie :
- IMI Tavor TAR-21
- Uzi
- Spike
- AKM
- AK-74M
- Glock
- Makarov PM
- HK G3A4
- MP5SD3
- MP5
- Mitrailleuse PK
- HK MP5
- Aztex AR-15
- Sig SG 552 Commando
- Dragunov SVD
- MKE JNG-90
- HP-7.62
- Istiglal
- PKM
- NVS 12.7 Utes
- RPG-7
- AGS-30
- IMI Shipon
- Zəfər P
- AT-14 Kornet - 6 lanceurs avec 54 missiles.

## Armée de l'air
La force aérienne et de défense aérienne azerbaïdjanaise est composée de 8 000 hommes[Quand ?]. Elle comprend 106 avions et 35 hélicoptères disposés au sein de quatre bases majeures. La base aérienne de Nasosnaya accueille les avions de chasse, la base aérienne de Kyurdamir accueille un régiment de bombardiers, la base de Ganja est celle des appareils de transport et la base de Bakou Kala accueille les hélicoptères. Il existe quatre autres bases mineures n'étant pas le lieu d'attachement d'aéronefs de l'armée de l'air azérie. 

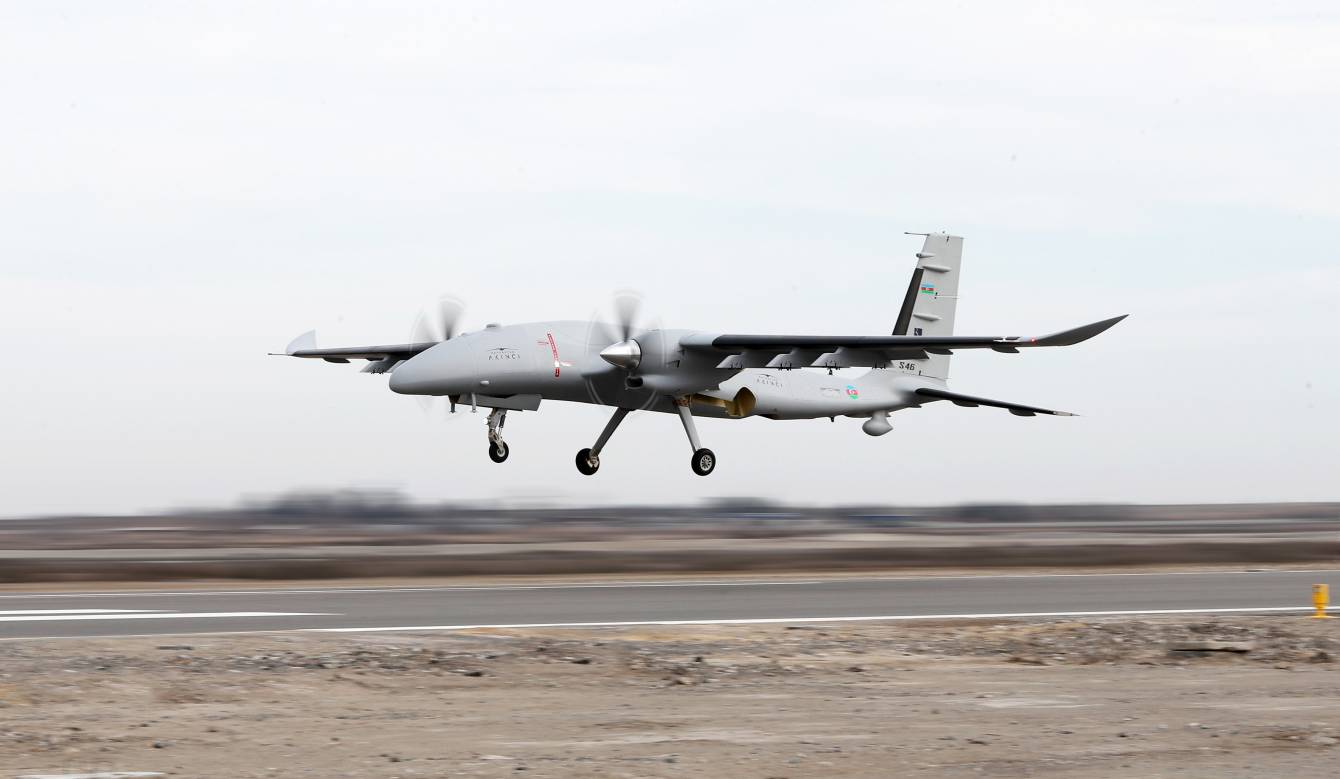
Bayraktar Akıncı de l’armée de l’air azerbaïdjanaise.

Les appareils utilisés sont des MiG-21, des MiG-23, des Su-24 et des Su-25 ainsi que des MiG-29 achetés à l'Ukraine en 2006 et des appareils de transport Il-76. Le MiG-29 est l'appareil standard de l'armée de l'air. En outre, l'Azerbaïdjan négocie actuellement avec la république populaire de Chine et le Pakistan pour l'achat d'avions JF-17 Thunder. Les MiG-25 de l'armée de l'air ont été retirés du service entre 2007 et 2009. En ce qui concerne les hélicoptères, l'IISS cite les appareils suivants : 14 ou 15 Mi-24, 12 ou 13 Mi–9 (hu) et 7 Mi-2. Le Jane's Information Group donne globalement les mêmes chiffres. L'armée de l'air possède aussi des L-29 et des L-39 d'entraînement.

### Défense aérienne

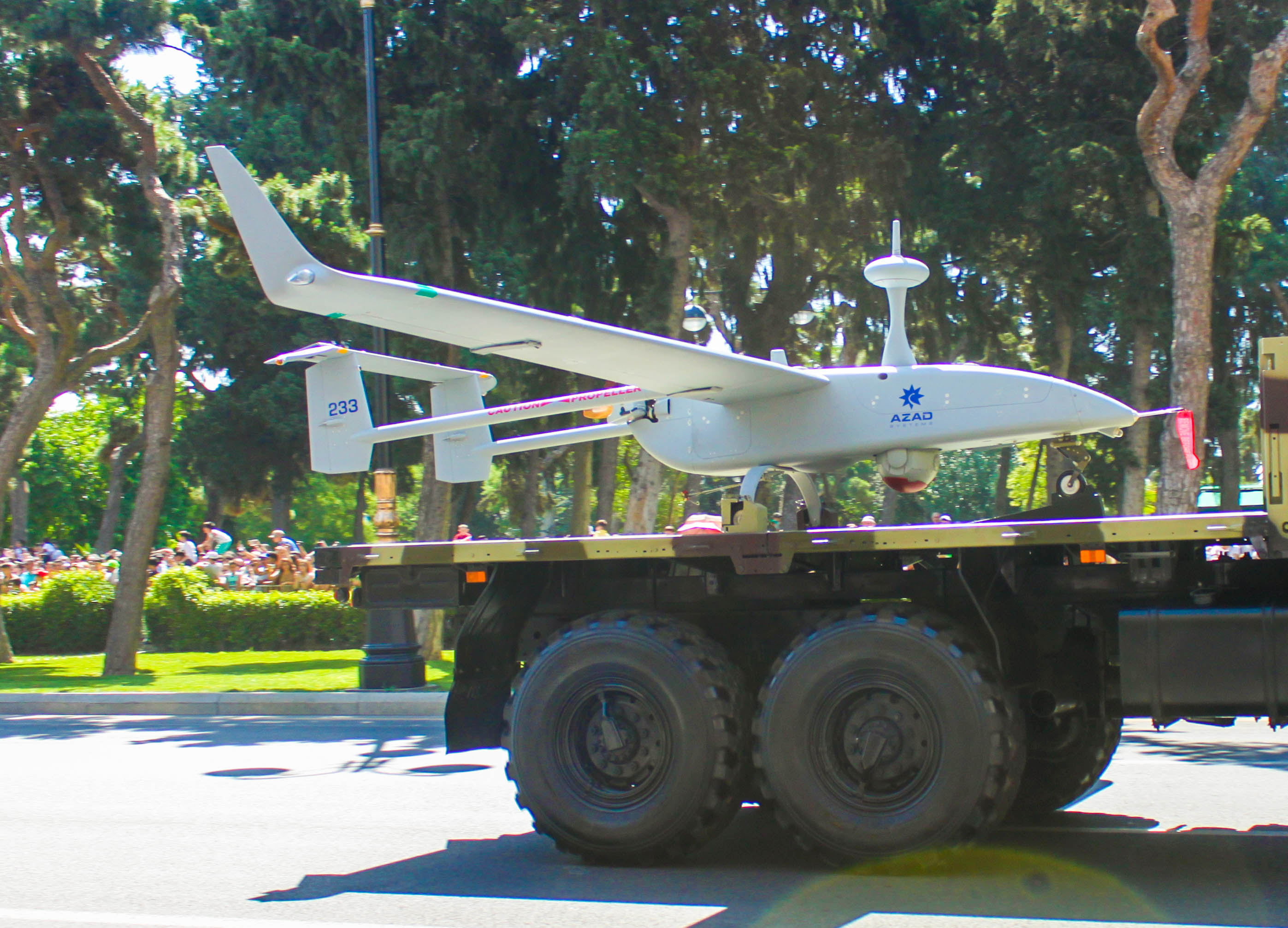
Drone Heron lors d'une parade à Bakou.

L'armée de l'air azerbaïdjanaise possède aussi plusieurs systèmes de défense de l'espace aérien national comme des missiles et des radars. Elle est composée d'au moins deux divisions de missiles S-300PMU2. L'Azerbaïdjan possède ainsi l'un des systèmes de défense sol-air le plus efficace de la région. En outre, l'armée de l'air opère deux batteries de missiles S-200 près de Bakou et de Mingachevir. Les missiles S-300PMU2 constituent le système de remplacement naturel de ces systèmes du fait de la couverture nationale qu'ils offrent. Enfin, l'Azerbaïdjan possède près de 100 missiles SA-2 Guideline, SA-3 Goa et SA-5 Gammon.
L’Azerbaïdjan accueille aussi un ancien radar de prévention soviétique. Le radar de Qabala est depuis un accord de 2002 opéré par les Forces spatiales de la fédération de Russie jusqu’en 2012. À cette date, le radar devrait revenir à l’Azerbaïdjan. Ce radar a une portée de 6 000 kilomètres et peut détecter des missiles balistiques intercontinentaux lancés depuis l’Océan Indien. Il n'existe aucune source sûre permettant de savoir si le gouvernement russe partage les données du radar avec le gouvernement azerbaïdjanais.[réf. souhaitée]
Selon le Stockholm’s International Peace Institute (Sipri), qui documente le commerce mondial des armes, les exportations vers Bakou ont commencé dès 2005 avec la vente de plusieurs systèmes de roquettes développés par Israel Military Industries (IMI Systems racheté en 2018 par Elbit Systems). Depuis, les contrats se sont succédé. Dans un récent article, le grand quotidien israélien « Haaretz » dressait une très longue liste : drones de reconnaissance, drones kamikazes Harop, missiles antichars Spike, canons automoteurs ATMOS, mortiers de 120 millimètres, missiles antiaériens Barak, navires de patrouille de la marine, supports de canon Typhoon, missiles guidés antichars Lahat, systèmes radar avancés, équipements de communication de dernière génération… Des contrats de plusieurs milliards de dollars. Surtout, le quotidien a identifié, grâce à l’observation de données aéronautiques, des pics de livraisons d’armes en 2016, 2020 et 2021 − trois périodes d’offensive azerbaïdjanaise dans le Haut-Karabakh, qui avaient d’ailleurs amené les États-Unis et plusieurs pays européens à imposer des restrictions aux exportations de matériels de guerre vers l’Azerbaïdjan et l’Arménie.

## Marine

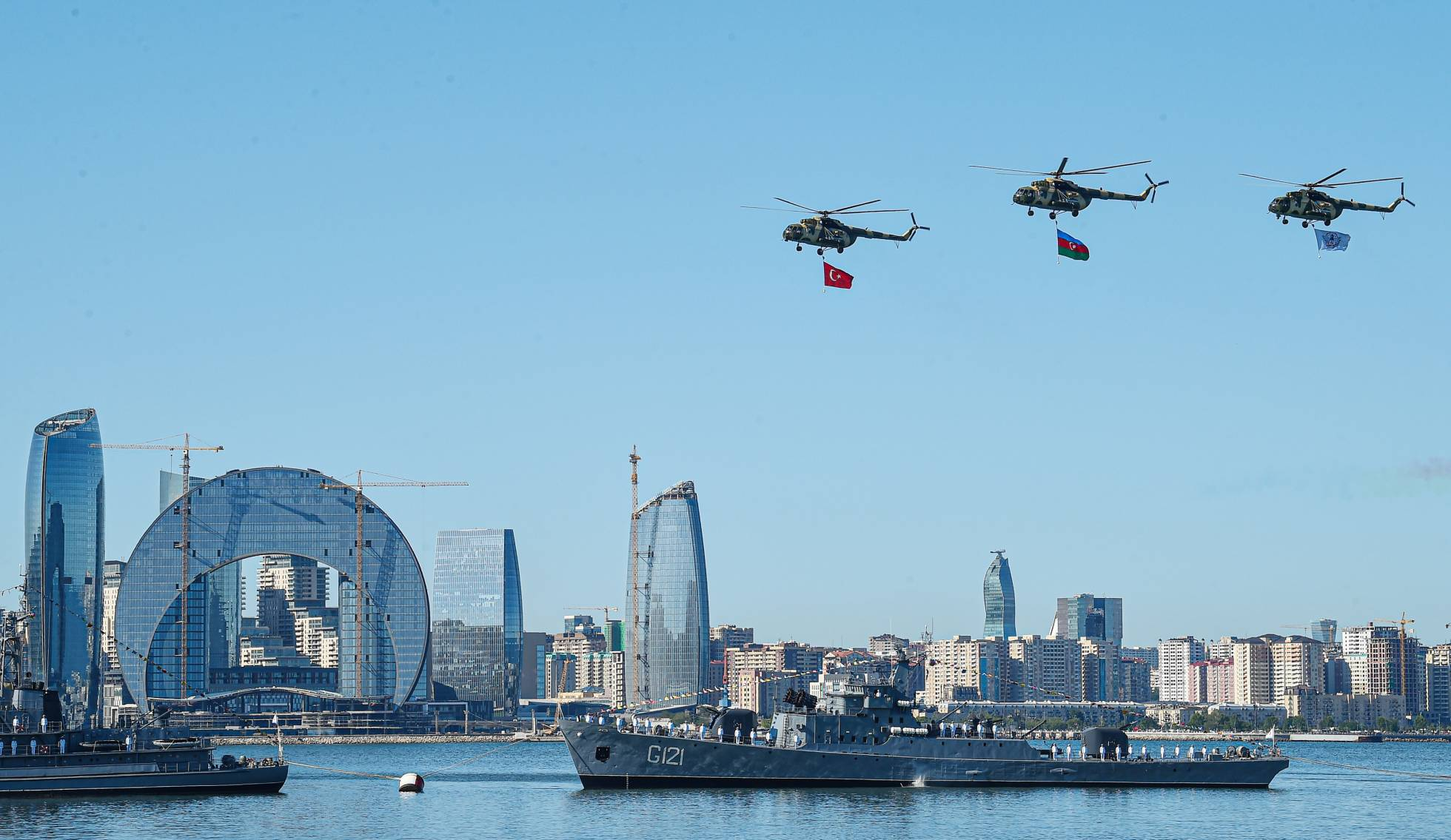
Marine azerbaïdjanaise lors d'une parade militaire dans la baie de Bakou.

La principale base de l'ancienne marine soviétique sur la mer Caspienne se trouvait à Bakou. Quand l'URSS s'est écroulée, l'Azerbaïdjan a hérité des installations et d'une partie de la flotte de la Caspienne. La marine azerbaïdjanaise comprend près de 2 200 personnes. Elle comprend une frégate légère de classe Petya et plusieurs patrouilleurs dont un de classe Tûrk, un de classe Brya (le P 218), un de classe Shelon (le P 212), un de classe Poluchat (le P 219), un classe Luga (le T 710) et quatre de classe Petrushka (les P 213, P 214, P 215 et P 216). Enfin, la marine azerbaïdjanaise possède quatre dragueurs de mines dont deux de classe Sonya et deux de classe Yevgenya. Ces informations sont tirées du Jane's Fighting Ships de 2010.
On peut rajouter à ces navires cing navires de débarquement (trois de classe Polnochny et deux de classe Vydra) ainsi que trois navires de recherche océanographique et deux navires hydrographiques.
La Marine américaine contribue à l'entraînement des effectifs de la marine azerbaïdjanaise et un accord prévoit l'aide des États-Unis dans la rénovation des navires de guerre de l'Azerbaïdjan. En 2006, le gouvernement américain a donné trois bateaux à moteur à la marine azerbaïdjanaise. En 2007, un accord entre la marine azerbaïdjanaise et une compagnie militaire américaine est conclu prévoyant l'équipement de la marine azerbaïdjanaise en système de tir par laser avancé. Les spécialistes de la compagnie américaine doivent aussi entraîner les marins azerbaïdjanais au maniement de ce nouvel équipement. 
En mai 2011,Rovnag Abdullayev, le président de la compagnie nationale pétrolière de la république d'Azerbaïdjan, déclare que l'Azerbaïdjan sera en mesure de concevoir ses propres navires de guerre après 2013.

### Forces spéciales
Le renseignement naval azerbaïdjanais comprend la 641e unité navale des forces spéciales. Cette unité est entraînée par les Navy Seals américains et les deux corps ont participé à des exercices navals conjoints. La 641e unité dispose de plusieurs sous-marins de poche tels que des Triton-1M et des Triton 2 ainsi que des instruments de plongée. Cette unité est composée de trois groupes de reconnaissance, deux groupes spécialisés dans le combat en milieu montagneux et un groupe de plongeurs. L’entraînement obligatoire comprend des sauts en parachute de jour et de nuit, sur terre et sur mer. 
Il existe aussi une autre unité de forces spéciales connue sous le nom de « Tigres ». Il semble que cette unité ait été créée en coopération avec la marine turque en 2001. L’entraînement et la structure des Tigres sont similaires à ceux de la Su Alti Taarruz (une unité des forces spéciales de la marine turque) et des forces spéciales américaines avec qui les Tigres entretiennent d'étroites relations. Les premières unités de Tigres sont basées à Gandja à la suite d’un programme d’entraînement commun avec la Turquie. Les membres de cette unité sont équipés de fusils d'assaut israéliens IMI Tavor TAR-21.

## Industrie de défense
Le ministère de l'industrie de la défense de l'Azerbaïdjan est chargé de l'industrie militaire domestique nationale. Il a été créé en 2005 et remplace le département d'État pour l'industrie militaire et l'armement et le centre scientifique militaire. Chacune de ces institutions ayant été auparavant une agence séparée au sein du ministère de la défense. L'industrie de la défense azerbaïdjanaise a émergé comme une entité autonome avec l'accroissement des capacités de production militaire du pays. Le ministère coopère avec les secteurs de la défense turques, ukrainiens, israéliens et pakistanais.

## Controverse
À Bakou, le 10 mars 2002, une manifestation rassemble près d'un millier de manifestant sous le mot d'ordre « Non à la mort de soldats en temps de paix ». En effet, un centre de recherche militaire, l’ONG La Doctrine, parle de 77 soldats décédés en 2012 sans être en opération. Ce fait laisse penser l'existence de pratique de bizutages violentes au sein de l'armée azerbaïdjanaise.  Les forces de l’ordre interviennent au moyen de canons à eau et de grenades assourdissantes, elles arrêtent une dizaine de manifestants.